# Leucanopsis cirphoides
Leucanopsis cirphoides là một loài bướm đêm thuộc phân họ Arctiinae, họ Erebidae.